# South Amana (Iowa)
South Amana es un lugar designado por el censo (en inglés, census-designated place, CDP) situado en el condado de Iowa, en el estado de Iowa, Estados Unidos. Según el censo de 2020, tiene una población de 165 habitantes.

## Geografía
Está ubicado en las coordenadas 41°46′13″N 91°57′36″O / 41.77028, -91.96000. Según la Oficina del Censo, tiene una superficie de 3.60 km², correspondientes en su totalidad a tierra firme.

## Demografía
Según el censo de 2020, hay 165 personas residiendo en la localidad. La densidad de población es de 45.83 hab./km². El 92.12% de los habitantes son blancos, el 1.82% eran afroamericanos y el 6.06% eran de una mezcla de razas. Del total de la población, el 1.82% eran hispanos o latinos de cualquier raza.